# San Ramon (Kalifornia)
San Ramon – miasto w Stanach Zjednoczonych, w stanie Kalifornia, w południowej części hrabstwa Contra Costa. Według spisu ludności z roku 2010, w San Ramon mieszka 72148 mieszkańców. W San Ramon znajduje się główna siedziba firmy Chevron.